# Gracillaria chalcanthes
Gracillaria chalcanthes är en fjärilsart som först beskrevs av Edward Meyrick 1894. Gracillaria chalcanthes ingår i släktet Gracillaria och familjen styltmalar.
Artens utbredningsområde är Myanmar. Inga underarter finns listade i Catalogue of Life.